# Musique aux étoiles
Pour les articles homonymes, voir Calendar Girl (homonymie).
Pour plus de détails, voir Fiche technique et Distribution.
Musique aux étoiles (titre original : Calendar Girl) est un film musical et sentimental américain, réalisé par Allan Dwan, sorti en 1947. Le film est connu aux États-Unis sous le titre Star Dust and Sweet Music (titre de réédition américaine). Le scénario a été écrit par Lee Loeb, Mary Loos et Richard Sale.

## Synopsis
L'histoire de deux meilleurs amis de Boston qui viennent à Greenwich Village en 1900. L'un devient un artiste célèbre, l'autre devient un compositeur célèbre. Le compositeur tombe amoureux de la fille de la porte d'à côté, mais elle est intriguée par son ami, qui a des secrets qu'il n'a pas besoin de partager avec elle.

## Fiche technique
- Titre original : Calendar Girl
- Titre français : Musique aux étoiles
- Réalisation : Allan Dwan
- Scénario :  Mary Loos, Richard Sale, Lee Loeb
- Direction artistique : Hilyard Brown
- Décors : John McCarthy Jr., George Milo
- Costumes : Adele Palmer
- Photographie : Reggie Lanning
- Son : Victor Appel
- Montage : Fred Allen
- Musique : Nathan Scott
- Lyrics : Edward Heyman
- Direction musicale : Cy Feuer
- Société de production : Republic Pictures
- Pays de production :  États-Unis
- Langue originale : anglais
- Format : Noir et blanc  — 35 mm — 1,37:1 — son mono
- Genre : Film musical
- Chorégraphie : Fanchon
- Durée : 88 minutes
- Date de sortie : 
  - États-Unis : 31 janvier 1947

## Distribution
- Jane Frazee : Patricia O'Neill
- William Marshall : Johnny Bennett
- Gail Patrick : Olivia Radford
- Kenny Baker : Byron Jones
- Victor McLaglen : Matthew O'Neill
- Irene Rich : Lulu Varden
- James Ellison : Steve Adams
- Janet Martin : Tessie
- Franklin Pangborn : 'Dilly' Dillingsworth
- Gus Schilling : Ed Gaskin
- Charles Arnt : Capitaine Olsen
- Lou Nova : Clancy
- Emory Parnell : le maire

## Source de la traduction
- (en) Cet article est partiellement ou en totalité issu de l’article de Wikipédia en anglais intitulé « Calendar Girl (1947 film) » (voir la liste des auteurs).